# 簸箕
簸箕，又稱撮箕、糞箕、畚斗，古名筲，是以竹子、草繩編成的盛物器具，原义为当作筛箩去除糠秕的器具，但也可用來盛土石、草、菜等或用來挑堆肥来撒播，因此又稱「糞箕」。
使用方法可用扁擔挑運或以兩手握簸箕搬運。在農業社會中扮演重要的生活器具。形狀從上方看起來形成英文字母"U"字形，前面部分平坦，後面成拱形向內凹結構，具有很大的深度，此結構使穀物容易灌入。

## 备注
1. ↑  “畚”按《漢典》作名詞是“撮土器”的意思；作動詞是“用箕之类装东西”，如畚泥土。

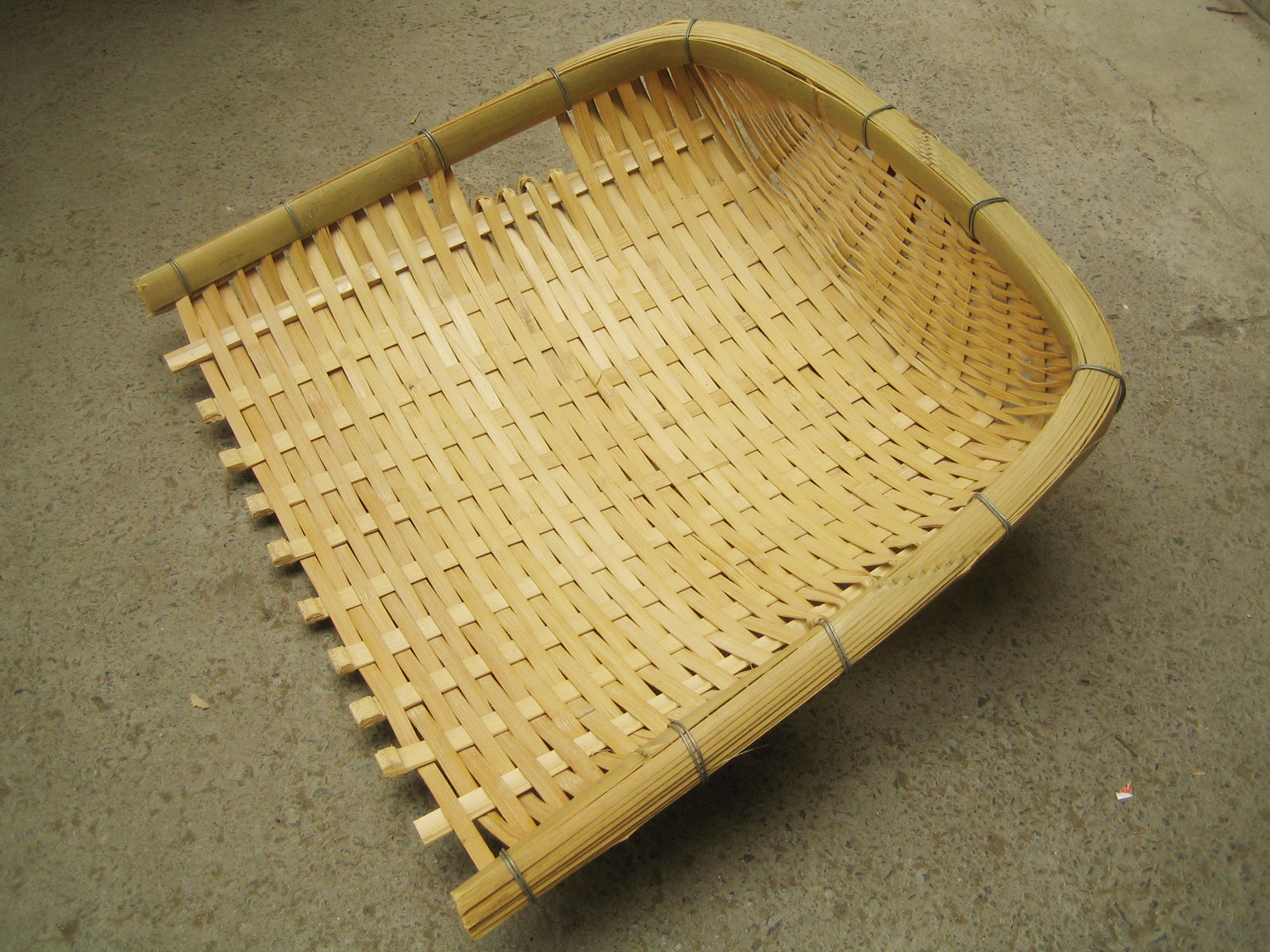
竹製簸箕

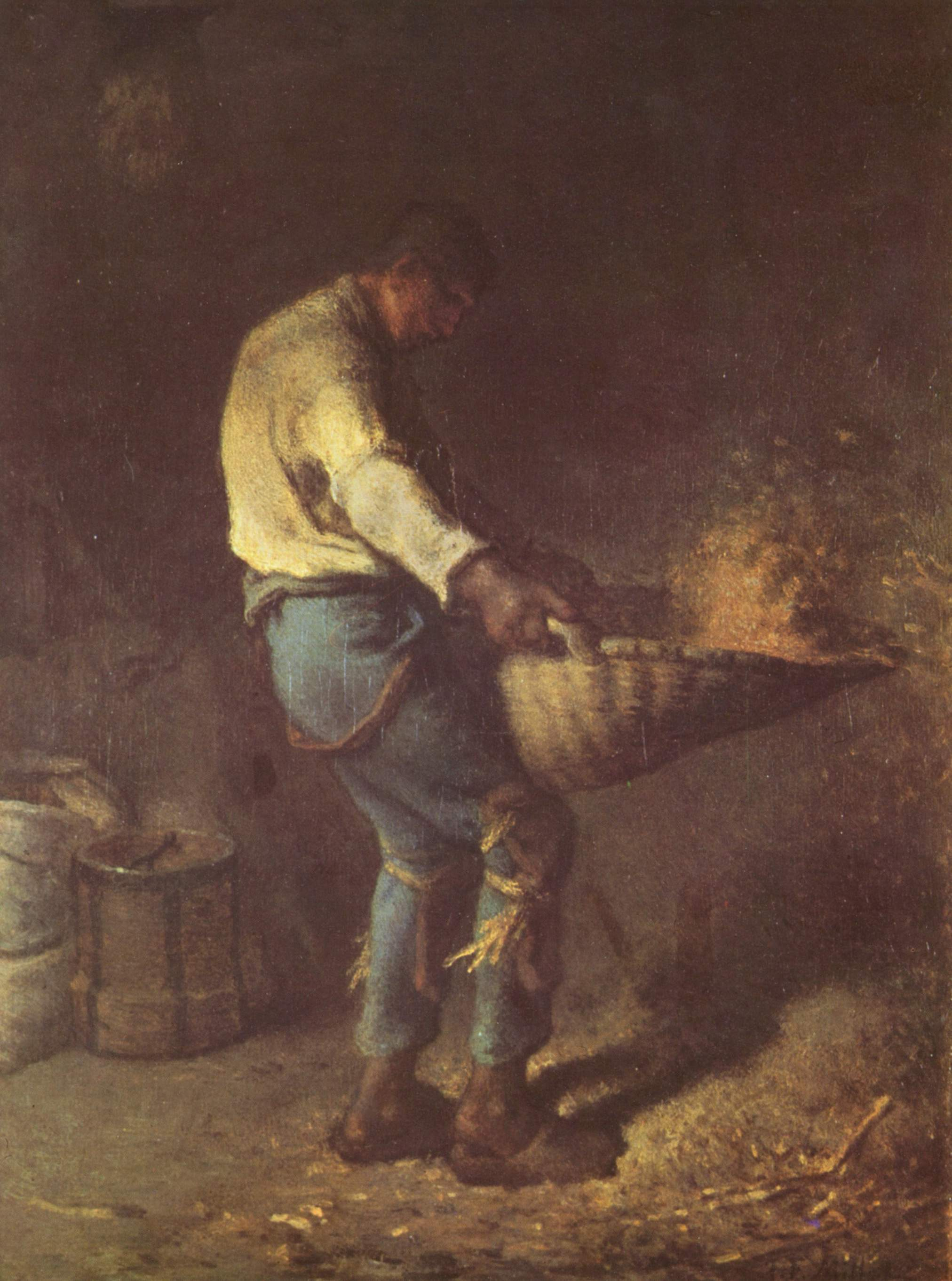
讓-弗朗索瓦·米勒所繪用簸箕篩去榖糠的情形

《说文》“簸，扬米去糠也。”簸箕指的是用來除去穀類糠皮的箕形器具。“簸”字由“箕”与“皮”组成，从箕，皮声；表示用箕箩在风中扬去谷物的皮壳。
畚箕與簸箕现今网络购物时常混用。